# Beñat Etxebarría Urkiaga
Beñat Etxebarria (Igorre, 19 de febrer de 1987) és un exfutbolista basc que ocupava la posició de migcampista. Va ser internacional amb la selecció espanyola.

## Trajectòria esportiva
Format al planter de l'Athletic Club, va debutar amb el primer equip en un encontre de la campanya 06/07, davant el CA Osasuna. No va tenir continuïtat i va romandre a l'Athletic B. La temporada 08/09 seria cedit a la UB Conquense.
L'estiu del 2009 fitxà pel Reial Betis, que l'incorporà al seu equip filial.
El 27 de maig de 2013, entrà a la llista de 26 preseleccionats per Vicente del Bosque per disputar la Copa Confederacions 2013, tot i que posteriorment el 2 de juny, no va ser inclòs a la llista definitiva de convocats per aquesta competició.

## Retorn a l'Athletic
El juny de 2013 Beñat returnà a l'Athletic de Bilbao, signant un contracte per cinc anys per 8 milions d'euros.

## Palmarès
- 1 Segona Divisió: 2010-11 (Reial Betis)
- 1 Supercopa d'Espanya: 2015 (Athletic Club)[5]